# Masicera guttata
Masicera guttata là một loài ruồi trong họ Tachinidae.